# Luis Alberto Huamán Camayo
Luis Alberto Huamán Camayo, O.M.I. (Tarma, 5 de febrero de 1970) es un religioso oblato peruano. Es el actual arzobispo metropolitano de Huancayo, desde el 12 de febrero de 2024. 

## Biografía
Nacido en Tarma, en el departamento de Junín, estudió Ingeniería Civil en la Pontificia Universidad Católica del Perú, así como Filosofía en la Facultad de Teología Pontificia y Civil de Lima y en la Universidad Mayor de San Simón de Cochabamba. También cursó estudios en la Pontificia Universidad Gregoriana de Roma y se licenció en Teología Espiritual por la Universidad Católica Boliviana San Pablo.
El 10 de enero de 1997 hizo sus primeros votos religiosos en la congregación de los oblatos de María Inmaculada. Posteriormente hizo sus votos perpetuos en Roma. Su ordenación sacerdotal ocurrió el 6 de octubre de 2001, en su ciudad natal.
Desempeñó diversos roles pastorales en Chincha y Cochabamba. Luego fue profesor en la Conferencia de Religiosos del Perú (2009-2011); párroco de Nuestra Señora de la Paz en el distrito de Comas (2009-2013); superior de la Delegación General de Oblatos del Perú (2014-2016) y miembro del Consejo General para América Latina y el Caribe en Roma (2016-2021).
El 21 de mayo del 2021, el papa Francisco lo preconizó como obispo auxiliar de la arquidiócesis de Huancayo y obispo titular de Tepelta. Recibió la ordenación episcopal el 16 de julio del mismo año, de manos del cardenal Pedro Barreto, arzobispo de dicha arquidiócesis.
El 12 de febrero de 2024, el papa Francisco lo nombró arzobispo metropolitano de Huancayo, en reemplazo del cardenal Pedro Barreto, que había renunciado tras cumplir ochenta años de edad.
Durante su mensaje por el Domingo de Ramos del año 2025, lamentó la inseguridad en la que vive el Perú. «Siento que hay muchos crucificados, muchos inocentes que están muriendo en nuestro país, ¡nos están matando! y sino somos capaces de verlo, no podremos reconocerlo. Ellos también son hijos e hijas de Dios», exclamó.